# Vilar de Lomba

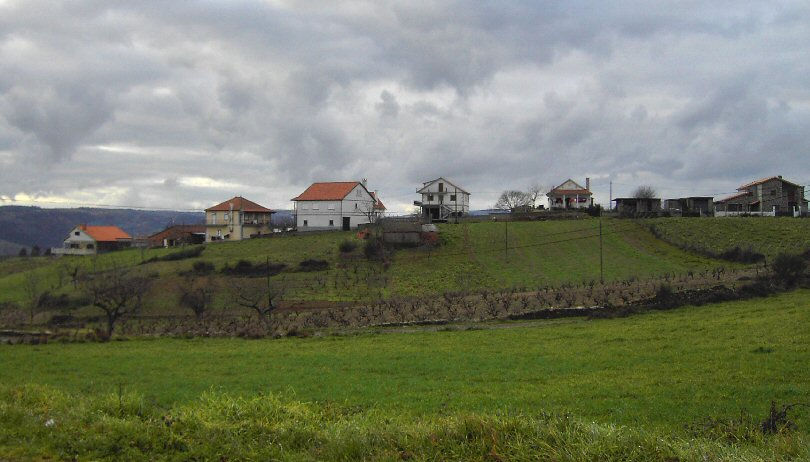
Dorpsaanzicht van Vilar de Lomba

Vilar de Lomba is een plaats (freguesia) in de Portugese gemeente Vinhais en telt 205 inwoners (2001).